# Estádio Municipal 25 de Abril
Het Estádio Municipal 25 de Abril is een multifunctioneel stadion in Penafiel, een plaats in Portugal.
Het stadion wordt vooral gebruikt voor voetbalwedstrijden, de voetbalclub FC Penafiel maakt gebruik van dit stadion. In het stadion is plaats voor 5.230 toeschouwers. Het stadion werd geopend in 1984.